# 세포탁심
세포탁심(Cefotaxime)은 사람이나 다른 동물, 식물 조직 배양에서 발생하는 여러 세균 감염을 치료하기 위해 사용하는 항생제이다. 특히 사람의 경우 관절 감염, 골반염, 뇌수막염, 폐렴, 요로감염증, 패혈증, 임질, 연조직염 등에 쓰인다. 정맥이나 근육 주사로 투여한다.
흔한 부작용에는 구역질, 알레르기 반응, 주사 부위 염증 등이 있다. 다른 부작용에는 디피실리균 감염증이 있다. 페니실린 투여 후 아나필락시스가 발생했던 환자에게는 투여를 권고하지 않는다. 따라서 세포탁심, 혹은 다른 세팔로스포린 계열 약물로 인해 쇼크가 온 병력이 있을 시 투여하지 않는다. 임신이나 수유 중 사용은 비교적 안전하다. 3세대 세팔로스포린 계열 항생제에 속하며, 세균의 세포벽 합성을 방해하여 작용한다.
1976년 처음 발견되었으며, 판매가 시작된 것은 1980년이다. WHO 필수 의약품 목록에 등재되어 있다. 복제약으로 이용 가능하다.

## 의학적 사용

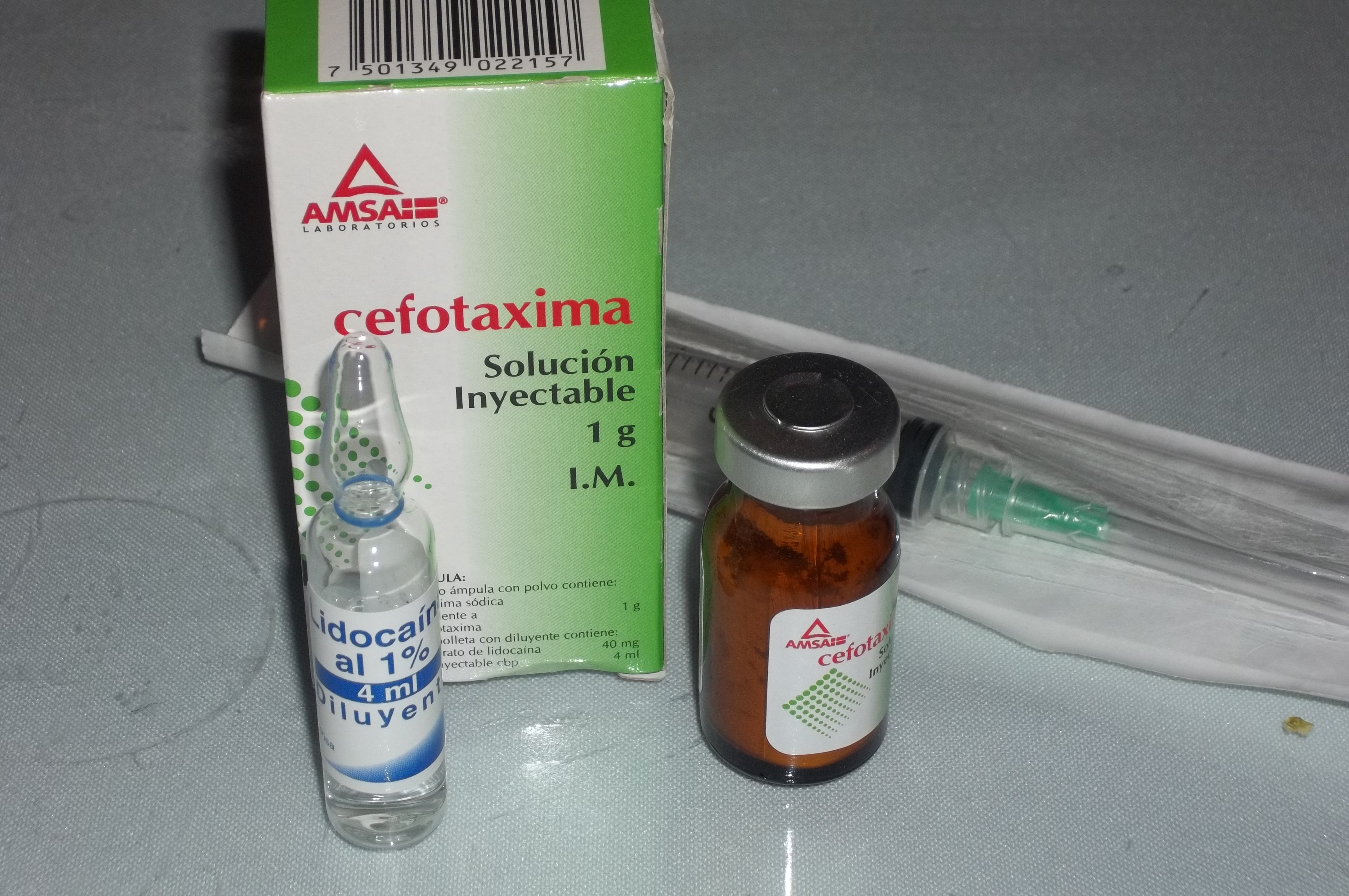
세포탁심 바이알

다수의 그람 양성균과 일부 그람 음성균에 활성을 보이는 광범위 항생제이다.
그 활성 범위가 아주 넓으므로, 세포탁심은 다음과 같은 다양한 감염 치료에 사용된다.
- 폐렴 (폐렴구균이 가장 흔한 원인) 등의 하기도 감염
- 비뇨생식계 감염 - 요로감염증 (대장균, 표피포도상구균, 프로테우스 미라빌리스), 자궁경부나 요도의 임질 등
- 부인과 감염 - 골반염, 자궁내막염, 골반 연조직염
- 패혈증 - 연쇄상구균, 황색포도상구균, 대장균, 클렙시엘라 등의 감염으로 인해 발생
- 복강내감염 - 복막염
- 뼈와 관절의 감염 - 황색포도상구균이나 연쇄상구균 감염으로 인해 발생
- 중추신경계 감염 - 뇌수막염, 뇌실염 (수막구균, 헤모필루스 인플루엔자, 폐렴구균 등의 감염으로 인해 발생)[8]

세포탁심이 이러한 감염에 효과가 있다는 것은 밝혀졌으나, 반드시 일차 치료제로 쓰이는 것은 아니다.
역사적으로 세포탁심은 세균성 뇌수막염, 하기도 감염, 피부와 연조직 감염, 비뇨생식계 감염, 혈류 감염의 치료와 복부 수술 감염 예방의 안전성 및 효과 면에서 같은 3세대 세팔로스포린인 세프트리악손과 자주 비교되어 왔다. 앞선 감염의 대다수는 세포탁심과 세프트리악손 둘 모두에 감수성을 가지는 병원균으로 인해 발생한다. 그러나 같은 효과를 내기 위해 반감기가 짧은 세포탁심은 하루에 2~3회 투여해야 하는 반면, 세프트리악손은 하루에 1회만 투여해도 된다는 장점이 있다. 또한 이전까지는 두 항생제의 내성 비율이 비슷했으나, 미생물의 항생제 내성 패턴이 시간이 지나 변화하면서 세포탁심의 내성 비율이 세프트리악손보다 높다는 주장이 제기되기도 한다.

### 활성 범위
세포탁심은 3세대 세팔로스포린으로, 다수의 그람 양성균과 그람 음성균에 활성을 보이며 구시대 베타-락탐계 항생제인 페니실린에 내성을 보이는 여러 세균에도 효과가 있다. 일반적으로 세포탁심은 다음과 같은 미생물에 효과가 있다.
- 황색포도상구균 (단, MRSA 제외), 표피포도상구균
- 폐렴구균, 화농성연쇄상구균
- 대장균
- 헤모필루스 인플루엔자
- 임균, 수막구균
- 클렙시엘라
- 부르크홀데리아 세파시아
- 프로테우스 미라빌리스, 프로테우스 불가리스
- 엔테로박터
- 박테로이데스
- 푸소박테리움

세포탁심이 효과가 없는 주요 미생물에는 슈도모나스와 엔테로코커스가 있다. 대표적인 혐기성 세균인 박테로이데스 프라길리스에 대한 효과는 크지 않다.
몇몇 주요 미생물의 최소 저지 농도(MIC)는 다음과 같다.
- H. influenzae: ≤0.007 – 0.5 μg/mL
- S. aureus: 0.781 – 172 μg/mL
- S. pneumoniae: ≤0.007 – 8 μg/mL

## 작용 기전
세포탁심은 하나 이상의 페니실린 결합 단백질(PBPs)에 결합해 세균 세포벽 합성을 억제하는 베타-락탐 계열 항생제에 속한다. PBPs에 항생제가 결합하면 세균 세포벽을 이루는 펩티도글리칸 합성 과정의 마지막 펩타이드 전이 단계가 차단되어 세포벽이 제대로 합성되지 못한다. 세포벽이 만들어지지 못하면 세포벽의 자가용해효소(autolytic enzyme), 즉 자가용해소(autolysin)이나 무레인 가수분해효소 등의 활성으로 인해 용균이 일어나 세균이 사멸한다. 따라서 베타-락탐은 세균을 죽이는 살균제로 분류된다.
페니실린이나 아목시실린 같은 베타-락탐은 베타-락타메이스라는 효소에 의해 아주 쉽게 분해된다. 가령, 황색포도상구균은 거의 전부 베타-락타메이스를 만드므로 이러한 베타-락탐이 효과를 발휘하지 못한다. 그러나 세포탁심은 분자의 구조로 인해 베타-락타메이스의 분해 능력에 저항성을 가진다는 장점이 있다. 메톡시이미노 부분의 syn -입체구조 덕에 세포탁심은 베타-락타메이스에 대항해 안정적으로 유지된다.
식물에 사용했을 때 세포탁심은 다른 베타-락탐 계열 항생제와 마찬가지로, 시아노박테리아 같은 세균의 분열을 막을 뿐만 아니라 공생 남세균인 시아넬(cyanelles), 회조류의 광합성 소기관, 선태식물의 엽록체 등의 분열 역시도 억제한다. 그러나 관다발식물의 색소체에는 효과가 없다. 이는 세포 내 공생설을 뒷받침하는 근거이며 육상 식물에서 색소체 분열 과정이 어떻게 진화해왔는지 시사하는 한 예시이다.

## 투여
세포탁심은 근육 주사나 정맥 주사로 투여한다. 간에서 활성 및 비활성 대사산물로 대사되며 대부분 소변으로 배설되므로, 간이나 콩팥 기능에 문제가 있는 환자에서는 반드시 투여 용량을 조절한다.

## 식물 세포 배양
세포탁심은 아주 높은 농도(~500 mg/L)에서도 식물에 독성이 매우 적은 유일한 세팔로스포린이다. 식물 세포의 그람 양성균 감염에는 반코마이신을 사용하는 한편, 세포탁심은 식물 세포의 그람 음성균 감염 치료에 널리 이용된다.

## 같이 보기
- 세프타지딤